# Joseph Everard Harris

Wappen von Joseph Everard Harris

Joseph Everard Harris CSSp (* 19. März 1942 in Surrey Village, Gemeinde Lopinot, Region Tunapuna-Piarco, Trinidad) ist ein trinidadischer Ordensgeistlicher und emeritierter römisch-katholischer Erzbischof von Port of Spain in Trinidad und Tobago.

## Leben
Joseph Everard Harris trat der Ordensgemeinschaft der Spiritaner bei, legte am 3. November 1967 die Profess ab und empfing am 14. Juli 1968 die Priesterweihe. Von 1993 bis 1999 war er Rektor des Priesterseminars „St. John Vianney and the Ugandan Martyrs“ in Tunapuna.
Papst Benedikt XVI. ernannte ihn am 8. Juli 2011 zum Koadjutorerzbischof von Port of Spain. Die Bischofsweihe spendete ihm der Erzbischof von Port of Spain, Edward Joseph Gilbert CSsR, am 14. September desselben Jahres; Mitkonsekratoren waren Malcolm Patrick Galt CSSp, Altbischof von Bridgetown, und Gabriel Malzaire, Bischof von Roseau.
Mit der Emeritierung Edward Joseph Gilberts folgte er ihm am 26. Dezember 2011 als Erzbischof von Port of Spain nach. Papst Franziskus nahm am 19. Oktober 2017 seinen altersbedingten Rücktritt an.

## Schriften
- Forming Church Leadership Today. In: PC Journal, herausgegeben vom Archdiocesan Pastoral Centre, Castries, Jg. 7 (1994), Heft 7 (Juli), S. 1–3 und Heft 10 (Oktober), S. 6–8.